# Alessandro Maganza

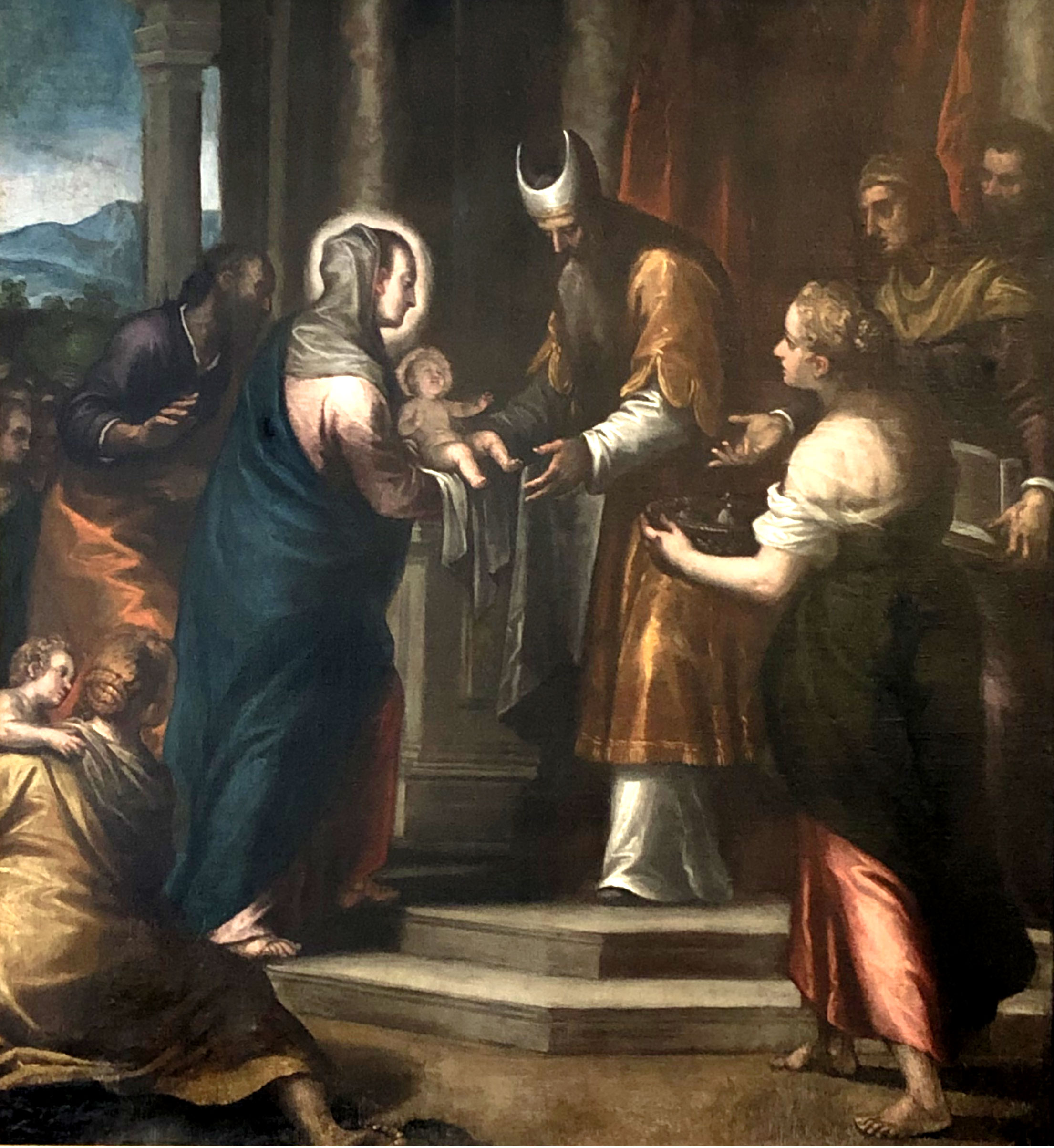
Presentación en el Templo.

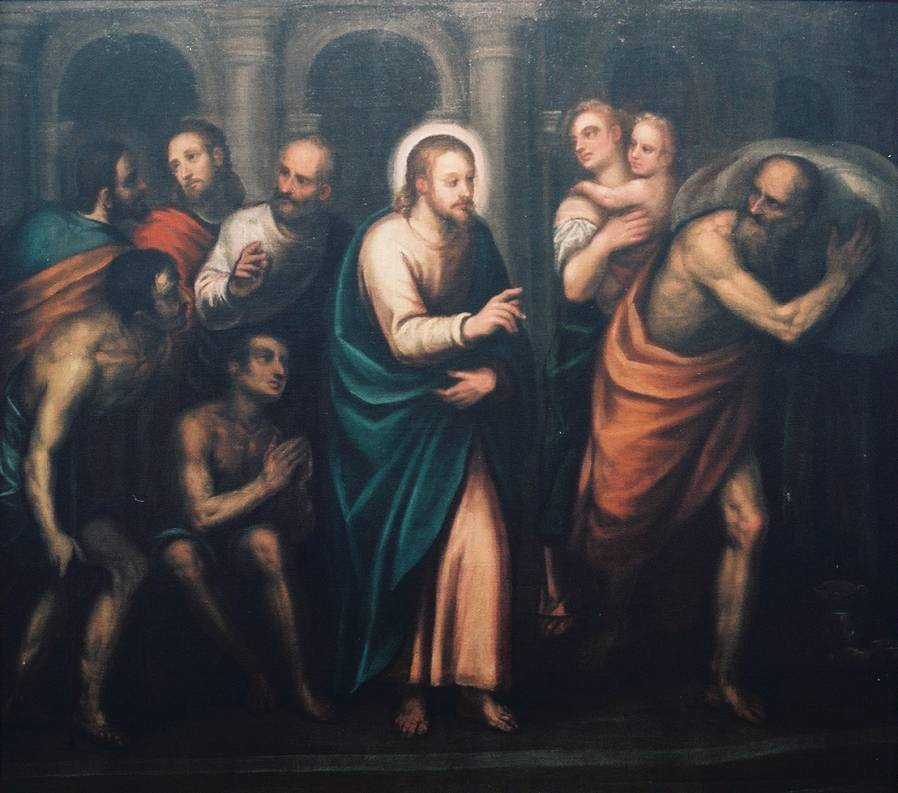
Jesús en el Templo.

Alessandro Maganza (Vicenza, 1556 - Vicenza, 1630) fue un pintor italiano cercano a la corriente contramanierista.

## Biografía
Hijo de Giambattista Maganza, es el miembro más conocido de una familia de pintores originaria de Vicenza. Recibió su primera formación en el taller paterno y posteriormente, en el de Giovanni Antonio Fasolo, socio y seguidor de Paolo Veronese. Tras la muerte de Fasolo en 1572, parece que Alessandro se instaló en Venecia, al menos durante cuatro años. Sus trabajos primerizos parecen revelar un buen conocimiento de la obra de los principales pintores venecianos de la época: Tintoretto, Palma el Joven y Veronese. Ya se vislumbra una cierta severidad en las figuras, acordes con la ideología contrarreformista, a la que Maganza sería fiel durante toda su carrera. Esta sensación de austeridad se ve parcialmente compensada por un uso audaz del color, con especial énfasis en los rojos y azules. Maganza será, a su manera, uno de los principales ejemplos de artista contramanierista.
La serie con Escenas de la Pasión realizada para la Capilla del Sacramento de la Catedral de Vicenza recuerdan el estilo de Tintoretto y Jacopo Bassano, ejecutadas en un estilo robusto y dinámico. Su trabajo en la Capilla del Rosario en la Santa Corona de Vicenza es otro de los puntos álgidos de su carrera.
Maganza fue el encargado de realizar los frescos decorativos de la Villa Rotonda de Andrea Palladio, con figuras alegóricas, que recuerdan al estilo de Veronese. Obra suya son también diversos lienzos destinados a la decoración de la misma edificación.
Cuatro de sus hijos continuaron con la profesión paterna: Giambattista el Joven (1577-1617), Marcantonio (1578-1630), Girolamo (1586-1630) y Vincenzo (nacido hacia 1590). Sólo el mayor tendrá una personalidad artística propia. Su arte se caracterizará por una rica paleta de colores y un gusto por los detalles decorativos. En la iglesia de San Pietro de Vicenza se conserva un Martirio de Santa Justina de su mano.
Además de sus hijos, entre los alumnos de Alessandro figuraron artistas como Francesco Maffei.

## Obras destacadas
- Virgen con el Niño y los Cuatro Evangelistas (1580, Monte Bérico, Vicenza)
- Pentecostés con los Cuatro Evangelistas (Abadía de Praglia)
- Retrato de caballero con su hijo (1588, Uffizi, Florencia)
- Bautismo de Cristo (1591, Monte Bérico, Vicenza)
- Pietà (1600, Catedral de Vicenza)
- Escenas de la Pasión (1600-10, Capilla del Sacramento, Catedral de Vicenza)
- Virgen del Rosario (1610, iglesia de Barbarano Vicentino)
- Visión de San Jerónimo (Christ Church, Oxford)
- Escena de martirio (Academia Albertina, Viena)
- Coronación de la Virgen (Accademia Galileiana di Scienze Lettere ed Arti, Padua)